# ویکی‌پدیای اردو
ویکی‌پدیای اردو (به اردو: اردو ویکیپیڈیا) یک نسخه از ویکی‌پدیا به زبان اردو است که در ژانویهٔ ۲۰۰۴ افتتاح شد.
- در ۲۶ اوت ۲۰۱۰، با ۱۴٬۰۰۰ مقاله، در رتبهٔ ۸۶ ویکی‌پدیاها قرار داشت.
- در ۱۵ سپتامبر ۲۰۱۱، با ۱۷٬۲۰۰ مقاله، رتبهٔ هشتادوهفتم را داشت.
- در ۲۸ سپتامبر ۲۰۱۴، با ۵۳٬۱۱۴ مقاله، در رتبهٔ شصت‌ونهم بود.
- در ۲۷ ژوئن ۲۰۱۸، با ۲۹٬۷۶۶ مقاله، در رتبهٔ صدویکم قرار داشت.

ویکی‌پدیای اردو، هم‌اکنون ۲۴ مارس ۲۰۲۵ میلادی، ۱۹۲٬۱۰۰ کاربرِ ثبت‌نام‌کرده، ۸ مدیر، و ۲۱۹٬۳۳۵ مقاله دارد.